# Rigas Velestinlis

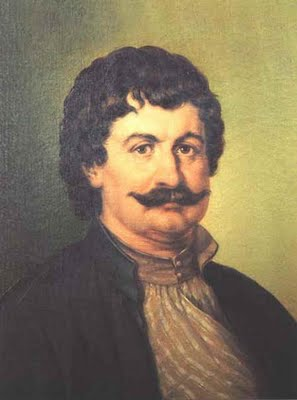
Rigas Velestinlis

Rigas Velestinlis (Grieks: Ρήγας Βελεστινλής), door latere geleerden genaamd Rigas Fereos of Feraios (Grieks: Ρήγας Φεραίος), eigenlijke naam Antonios Kyriazis (Grieks: Αντώνιος Κυριαζής) (Feres, 1757 – Belgrado, 24 juni 1798) was een Grieks schrijver, politicus en revolutionair. Hij wilde een democratische Balkanrepubliek afscheiden uit het Osmaanse Rijk, maar werd gevat en gedood.

## Biografie
Rigas werd geboren te Veléstino, in de oudheid Pherai genoemd (vandaar zijn bijnaam gegeven door 19e-eeuwse aanhangers van het katharevousa). Hij was achtereenvolgens privésecretaris bij drie adellijke families in de Donau-provincies van het Osmaanse Rijk (de Ypsilantis, Mavrogennis en Soutsos), bij wie hij kennis maakte met ruime politieke opvattingen. Te Boekarest studeerde hij vreemde talen en bij de rechtsgeleerde én taalkundige Katardzís deed hij gezonde denkbeelden op in verband met zijn moedertaal. Omdat hij de opvattingen van de Franse filosofen uit zijn tijd deelde, wilde Rigas de Grieken de vrijheid brengen door de ideeën van de Verlichting. In het verlengde van deze ideeën gaf hij in 1790 te Wenen zijn Rozentuin van de natuurkunde uit, een bloemlezing uit de Encyclopédie.
Toen Rusland in 1792 de Grieken teleurstelde door hen aan de repressie van de Turken over te laten, richtte Rigas noodgedwongen zijn hoop op Frankrijk. Na de Franse inname van Venetië (1796) overwoog Napoleon Bonaparte het Osmaanse Rijk stukken land afhandig te maken. Rigas was de ideale held die hem daarbij behulpzaam kon zijn en verleende met genoegen zijn medewerking. Al lange tijd koesterde hij plannen voor een omvangrijke "Nieuwgriekse Bond" die zich van de Donau tot Klein-Azië zou uitstrekken, en alle Balkanvolkeren zou omvatten, inclusief de Turken in zoverre zij zouden inzien dat de Sultan en zijn absolutisme de gemeenschappelijke vijand was.
In deze geest publiceerde hij te Wenen zijn Kaart van Hellas (1796), die de contouren van de te vormen staat weergaf. Het volgende jaar diepte hij het project uit in Nieuw Politiek Bestuur. Deze publicatie bevatte een rechtvaardiging van de revolutie, een Krijgszang (Thourios), een Verklaring van de Rechten van de Mens en de Burger, en een ontwerp-constitutie gebaseerd op de Franse grondwet van 1793. De taal die hij in al deze publicaties gebruikte, de Griekse scholen die zich over het Osmaanse Rijk verspreid hadden, én het geld dat vele Grieken hem aanboden, bewijzen voldoende dat in Rigas' visie het Grieks de "lingua franca" voor al die verschillende volkeren moest worden, en de Grieken de belangrijkste bestuurders. Niettemin zou in de voorgenomen republiek taal- en godsdienstvrijheid heersen.
Tijdens een clandestiene reis door het Griekse land slaagde Rigas erin de in Frankrijk gelovende harten te doen ontvlammen. Zijn Krijgszang verspreidde zich zelfs tot bij de Turken. Maar er werd een Turks-Russisch verbond gesloten, gericht tegen Frankrijk, en uit angst zich te compromitteren liet Oostenrijk Rigas, over wiens activiteiten er ernstige verdenkingen bestonden, arresteren. Hij werd in december 1797 aangehouden in Triëst en enkele maanden later uitgeleverd aan de Turken. Tijdens het verhoor, toen men hem wilde dwingen de andere samenzweerders te noemen, antwoordde hij slechts: "De gehele natie!" Hij werd overgebracht naar Belgrado en opgesloten in de citadel, waar hij marteling onderging. Napoleon had Rigas in de steek gelaten en deed niets om hem te beschermen. Hij had het te druk met zijn voorbereidingen van de Egyptische veldtocht. Adamantios Koraís ondernam nog wanhopige pogingen om de nationale held te redden, maar Rigas werd in de nacht van 24 op 25 juni 1798 op bevel van de divan terechtgesteld. Hij werd gewurgd en zijn lijk werd in de Donau gegooid.

## Literaire betekenis
Rigas' werken mogen niet met strenge literaire maatstaven worden gemeten. Hij was een groot staatsman en politiek denker, die de pen opnam wanneer de goede zaak hem daartoe dwong. Daarom juist geeft zijn taal een getrouwe weerspiegeling van het in de steden gesproken Grieks.

## Eerbetoon
Vóór de invoering van de euro prijkte zijn afbeelding op de Griekse bankbriefjes van 200 drachme, momenteel staat ze ook op het Griekse muntstuk van 10 eurocent.